# 片桐勇介
片桐 勇介（かたぎり ゆうすけ、1984年9月20日 - ）は、日本の男性声優。2013年10月までイエローテイル（ジュニア）に所属していた。東京都出身。

## 人物
愛称である「ギリギリくん」は、『「華ヤカ哉、我ガ一族 キネトグラフ」銀座ラヂオ倶楽部』にてリスナーからリクエストを受け、岡本信彦が命名。
趣味はカラオケ、特技は水泳。麺類が好きで、ブログでもたびたびラーメン、つけ麺等の写真が掲載されている。

## 出演
太字はメインキャラクター。

### OVA
- 華ヤカ哉、我ガ一族 キネトグラフ（有田喜助[4]）
- 純情少女エトセトラ 〜純情少女〜（城乃内ゆうと）

### Webアニメ
- うたがめ（記者、他）

### ゲーム
2009年
- 地獄少女 澪縁（村上昭夫）
- トリニティ・ユニバース

2010年
- シャドウコンプレックス（ジェイソン）
- 戦極姫2（本願寺法王）
- 華ヤカ哉、我ガ一族（有田喜助）

2011年
- アンジェリーク 魔恋の六騎士
- 三極姫〜三国乱世・覇天の采配〜（法正孝直[5]）
- 出撃!! 乙女たちの戦場2〜天翔ける衝撃の絆〜（アレクサンドル・バグラチオン[6]、大石さくら[6]、鈴木[6]）
- 華ヤカ哉、我ガ一族 キネマモザイク（有田喜助）

2012年
- 戦極姫3〜天下を切り裂く光と影〜 ※PSP版（正木時忠、真柄直隆）
- マジてん 〜マジで天使を作ってみた〜（重清比呂人[7]）
- つよきす3学期 Portable

2013年
- キミ♥ドル 〜キミのアイドル〜[8]
- 夏空のモノローグ portable
- 華ヤカ哉、我ガ一族 黄昏ポウラスタ（有田喜助[9]）
- PS Vita版 古色迷宮輪舞曲 〜La Role de fortune〜（橋倉卓也[10]）
- Princess Arthur（イビス）

2015年
- 華ヤカ哉、我ガ一族 幻燈ノスタルジィ（有田喜助[11]）
- 華ヤカ哉、我ガ一族 モダンノスタルジィ（有田喜助[12]）

### 吹き替え
- マイスウィートソウル（チェ代理、キム・ジウク）

### ドラマCD
- ふしぎ工房症候群「風の軌跡」（先輩）

### ラジオ
- 「華ヤカ哉、我ガ一族 キネトグラフ」銀座ラヂオ倶楽部（音泉：2012年9月11日 - 2013年4月9日）

### イベント
- 「華ヤカ哉、我ガ一族 キネトグラフ」公開初日舞台挨拶（2012年11月10日　大阪：シネ・リーブル梅田）[13]
- 「華ヤカ哉、我ガ一族 キネトグラフ」後篇完成記念祝賀ノ会（2013年2月3日　東京・五反田　ゆうぽうとホール）[13]
- 「華ヤカ哉、我ガ一族 キネトグラフ」前後篇特別上映会（2013年2月23、24日　シネマサンシャイン池袋）[13]
- 片桐勇介（有田喜助 役）サイン会（2013年3月3日アニメガ 新宿マルイワン店）[14]